# Austrophorocera stolida
Austrophorocera stolida är en tvåvingeart som först beskrevs av Henry J. Reinhard 1957.  Austrophorocera stolida ingår i släktet Austrophorocera och familjen parasitflugor. Inga underarter finns listade i Catalogue of Life.